# ديانا 2006 (ألبوم)
ديانا 2006 هو الألبوم غنائي صدر عن المطربة اللبنانية ديانا حداد وجاء الألبوم بعد انقطع دام أكثر من 3 سنوات كان استقبالا البوم جيدا من قبل النقاد وبيع النسخ في هذا الألبوم نجحت ديانا حداد في جذب الجمهور الغربي ، وخصوصا انه غنت مع المطرب الجزائري العالمي خالد وبيعت 5700000 نسخة حول العالم حتى الآن. الألبوم يحتوي على أغاني متنوعة من كلاسيكية ورومانسية وفولكلور. وقد صورت ديانا حداد 6 أغنيات من البوم